# San Pietro Val Lemina
San Pietro Val Lemina (en français Saint-Pierre) est une commune italienne de la ville métropolitaine de Turin dans la région Piémont en Italie.

## Administration
| Période                                  | Période | Identité    | Étiquette | Qualité |
| ---------------------------------------- | ------- | ----------- | --------- | ------- |
|                                          |         | Nino Berger |           |         |
| Les données manquantes sont à compléter. |         |             |           |         |

### Communes limitrophes
Pinasca, Pignerol, Villar Perosa, Porte (Italie)